# (7217) Dacke
(7217) Dacke ist ein Asteroid des äußeren Hauptgürtels, der am 22. August 1979 vom schwedischen Astronomen Claes-Ingvar Lagerkvist am La-Silla-Observatorium der Europäischen Südsternwarte in Chile (IAU-Code 809) entdeckt wurde.
Der mittlere Durchmesser des Asteroiden wurde mit 24,418 (±0,198) km berechnet. Die Albedo von 0,089 (±0,015) weist auf eine eher dunkle Oberfläche hin.
(7217) Dacke wurde am 11. Februar 1998 nach dem schwedischen Bauern- und Widerstandsführer Nils Dacke († 1543) benannt, dem Führer des sogenannten Dacke-Aufstandes gegen Gustav I. Wasa.